# إدوارد دياز
إدوارد دياز (بالإسبانية: Edward Díaz)‏ هو دراج كولومبي، ولد في 19 أغسطس 1994 في Nobsa ‏ في كولومبيا.

## وصلات خارجية
- إدوارد دياز على موقع الاتحاد الدولي للدراجات (الإنجليزية)
- إدوارد دياز على موقع أرشيف الدراجات (الإنجليزية)
- إدوارد دياز على موقع إحصائيات الدراجات الإحترافية (الإنجليزية)
- إدوارد دياز على موقع نسبة الدراجات (الإنجليزية)